# Jet Bussemaker
Mariëtte (Jet) Bussemaker (Capelle aan den IJssel, 15 januari 1961) is een Nederlandse politicologe, voormalig politica en sinds 1 juli 2018 hoogleraar Wetenschap, beleid en maatschappelijke impact, in het bijzonder in de zorg aan de Universiteit Leiden. In het kabinet-Rutte II was zij minister van Onderwijs, Cultuur en Wetenschap. Eerder was zij in het kabinet-Balkenende IV staatssecretaris op het ministerie van Volksgezondheid, Welzijn en Sport en zat zij namens de Partij van de Arbeid (PvdA) in de Tweede Kamer der Staten-Generaal.

## Levensloop
Jet Bussemaker komt ter wereld als kleindochter van de met een Militaire Willems-Orde onderscheiden onderzeebootcommandant Anton Bussemaker over wie haar vader een biografie schreef. Zij is de dochter van Henk Bussemaker (1928-2018) en Elly Verduyn den Boer (1932-2017). In Oegstgeest volgde Bussemaker lager onderwijs en later vwo-B aan het Het Rijnlands Lyceum Oegstgeest. Na de middelbare school studeerde ze politieke theorie en moderne staat aan de Universiteit van Amsterdam, waarin ze cum laude afstudeerde. In 1993 promoveerde ze in de politieke en sociaal-culturele wetenschappen aan dezelfde universiteit. Naast haar promotie werkte ze voor het Wetenschappelijk Bureau van GroenLinks. Van 27 september 1991 tot en met 1 maart 1996 was ze bestuurslid van Res Publica, een stichting die onderzoeksbureau Buro Jansen & Janssen (J&J) ondersteunde. Tussen 1993 en 1998 was Jet Bussemaker werkzaam als universitair docent aan de Vrije Universiteit in Amsterdam. Bussemaker woont in Amsterdam. Ze is per 1 juli 2018 benoemd tot hoogleraar aan het Leids Universitair Medisch Centrum en de Universiteit Leiden met als leeropdracht 'Wetenschap, beleid en maatschappelijke impact, in het bijzonder in de zorg'. Per 1 juni 2019 is Bussemaker voorzitter van de Raad voor Volksgezondheid en Samenleving, zij volgt hierbij Pauline Meurs op.

### Bij de PvdA
Ze was lid van GroenLinks, maar in 1995 zegde ze haar lidmaatschap van deze partij op. In 1997 werd ze lid van de PvdA, bij de Tweede Kamerverkiezingen 1998 werd ze voor deze partij gekozen in de Tweede Kamer.
In de Tweede Kamer hield Bussemaker zich bezig met arbeidsmarktbeleid, emancipatie, arbeid en zorg, de WAO, en belastingen. Ze was in 2000 mede-indiener van een initiatiefvoorstel omtrent gewetensbezwaren tegen het werken op zondag. Dit voorstel werd wet nadat het in december 2002 door de Eerste Kamer werd aangenomen. Naast haar Kamerlidmaatschap was Bussemaker als universitair docent verbonden aan de afdeling politicologie van de Vrije Universiteit in Amsterdam.

### Staatssecretaris van Volksgezondheid, Welzijn en Sport

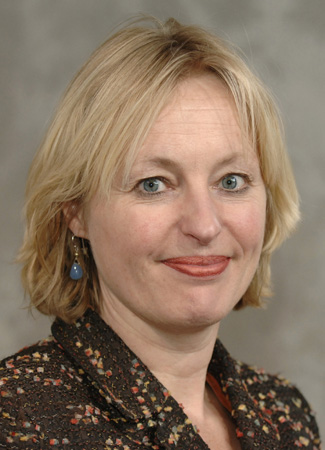
Bussemaker als staatssecretaris in 2007

Bij de formatie van het kabinet-Balkenende IV in februari 2007 werd Bussemaker de post van staatssecretaris op het departement Volksgezondheid, Welzijn en Sport toebedeeld. Ze was onder meer verantwoordelijk voor verpleging, ouderenbeleid, sport en medisch-ethische vraagstukken.
In de zomer van 2009 bracht ze een werkbezoek aan Suriname om samenwerking en ondersteuning bij sportprojecten met en in dat land te regelen.
Bussemaker stelde zich bij de Tweede Kamerverkiezingen op 9 juni 2010 niet opnieuw verkiesbaar.

### Overstap naar onderwijs
Op 31 januari 2011 werd bekendgemaakt dat Bussemaker toetreedt tot het College van Bestuur van de Universiteit van Amsterdam en de Hogeschool van Amsterdam (Uva en HvA hadden tot 2017 hetzelfde CvB, gevestigd in het Maagdenhuis). Van 1 maart 2011 tot 1 november 2012 was Bussemaker rector van de HvA. Per 1 november 2012 nam Bussemaker ontslag en werd waargenomen door Louise Gunning, voorzitter van het College van Bestuur van UvA-HvA, HvA-secretaris Geke van Velzen en vicevoorzitter Paul Doop.

### Minister van Onderwijs, Cultuur en Wetenschap
Bussemaker was namens de Partij van de Arbeid minister van Onderwijs, Cultuur en Wetenschap in het kabinet-Rutte II. Eerder had Bussemaker aangegeven niet als minister tot het kabinet toe te treden, maar rector bij de HvA te blijven.
Onder Bussemaker werd in 2015 de basisbeurs voor studenten afgeschaft, waardoor studenten alle benodigde financiële middelen voor hun studie moesten lenen. Mede hierdoor liep de PvdA een historische nederlaag op. In het coalitieakkoord van Rutte IV wordt de basisbeurs teruggedraaid en wordt de groep studenten die na 2015 studeerde de 'pechgeneratie' genoemd.

## Schrijfster
Naast politicus is Bussemaker ook schrijfster. In 2011 verscheen haar boek Dochter van een kampkind. Zij schreef hier over de oorlog in Nederlands-Indië vanuit het gezichtspunt van een jongen van twaalf die in een Jappenkamp zat, gemodelleerd naar haar vader. En over hoe zijzelf in opstand kwam tegen de koloniale geschiedenis. Eerder schreef zij Zielig zijn wij niet, een bewerking van haar onderzoek aan de UvA van naar het politieke verzet van bijstandsvrouwen. Haar boek Betwiste zelfstandigheid handelde over individualisering, sekse en de verzorgingsstaat.
Ook was zij co-auteur van de boeken Leven Na Paars? en Lang leve de kunst! (over kunst en ouderen).
- Gemeinsame Normdatei: 172943590
- International Standard Name Identifier: 0000 0001 1664 0895
- Library of Congress Control Number: n85228676
- NARCIS: PRS1245584
- Nationale Bibliotheek van Israël: 987007344039605171
- Nederlandse Thesaurus van Auteursnamen: 070860971
- Parlement.com: vg09llkcvyuj
- Système universitaire de documentation: 071346961
- Virtual International Authority File: 268581746
- WorldCat: E39PBJdcDBDGRvQPTtcddGCCwC